# Bogdan Borusewicz
Bogdan Michał Borusewicz, né le 11 janvier 1949 à Lidzbark Warmiński, est un homme d'État polonais membre de la Plate-forme civique (PO). Il est président du Sénat entre 2005 et 2015.
Farouche opposant au régime communiste, il est membre de Solidarność et est élu député en 1991. Il rejoint ensuite l'Union pour la liberté et devient, en 1997, secrétaire d'État au ministère de l'Intérieur.
Il se place en retrait de la politique en 2001 et hors de tout parti en 2005. Cette année-là, il est élu membre, puis président du Sénat. Reconduit dans ces fonctions en 2007 puis 2011, il adhère cette même année au parti de la Plate-forme civique (PO). Premier président de la chambre haute reconduit par ses pairs, il est également président de la République par intérim pendant quelques heures dans la journée du 8 juillet 2010.

## Biographie

### Études et jeunesse
Bogdan Borusewicz a effectué ses études secondaires au lycée d'arts plastiques de Gdynia-Orłowa.
Il a fait des études d'histoire à l'université catholique de Lublin.
Dans les années 1970 et 1980, il a été très engagé dans les mouvements d'opposition au régime communiste, notamment le Comité de défense des ouvriers (KOR), puis Solidarność.

### Député
Aux élections législatives de 1991, il est élu député à la Diète sous les couleurs de Solidarność. Il adhère ensuite à l'Union démocratique (UD) et est réélu en 1993. L'année suivante, l'UD et le Congrès libéral-démocrate (KLD) fusionnent pour former l'Union pour la liberté (UW).
Il obtient un troisième mandat avec l'UW à l'occasion des élections législatives de 1997. Son parti forme alors une coalition avec l'Alliance électorale Solidarité (AWS) de Jerzy Buzek et Borusewicz se voit nommé secrétaire d'État au ministère de l'Intérieur. Il démissionne en 2000, avec le retrait de l'UW du gouvernement.

### Traversée du désert
Il échoue à remporter un nouveau mandat parlementaire aux élections législatives de 2001, mais siège jusqu'en 2005 au conseil exécutif de la voïvodie de Poméranie. Avec 16,4 % des suffrages, il échoue à être élu maire de Gdańsk en 2002 et appartient brièvement au conseil municipal.
Lorsque l'UW se dissout pour créer le Parti démocrate (DP) en mai 2005, il se refuse à y adhérer car plusieurs de ses fondateurs proviennent de l'Alliance de la gauche démocratique (SLD). Lors de l'élection présidentielle de l'automne suivant, il soutient Lech Kaczyński, du parti Droit et justice (PiS).

### Sénateur

#### Président du Sénat
Indépendant de tout parti politique, il est élu au Sénat polonais lors des législatives de septembre 2005. Avec 101 541 voix, il remporte l'un des trois sièges de la vingt-quatrième circonscription sénatoriale, qui correspond aux districts de Gdańsk et Sopot. À l'ouverture de la sixième législature, le 20 octobre, il est désigné président de la chambre haute, dominée par le PiS et ses alliés, avec également l'appui de la Plate-forme civique (PO).
Aux élections législatives anticipées de 2007, il reçoit l'investiture de la PO et conserve son mandat avec 267 066 suffrages exprimés, soit le meilleur résultat de la circonscription. Il est réélu président du Sénat le 5 novembre, sur recommandation du groupe de la Plate-forme civique, alors majoritaire à elle seule. C'est la première fois depuis 1989 qu'un sénateur enchaîne deux mandats à la tête de la chambre haute du Parlement polonais.
En 2011, il adhère à la PO, puis se voit réélu dans la nouvelle soixante-cinquième circonscription, découpée à partir de son ancien territoire d'élection. Il remporte 147 909 voix, soit 85 000 de plus que son adversaire le plus proche, du PiS. Il est reconduit, le 8 novembre, pour un troisième mandat à la présidence de la chambre haute.
Le 14 décembre 2013, il devient l'un des vice-présidents de la PO, sous l'autorité de Donald Tusk puis Ewa Kopacz. En 2015, il fait partie des fondateurs du comité électoral de Bronisław Komorowski pour l'élection présidentielle des 10 et 24 mai.

#### Président de la République par intérim
Conformément à la Constitution, Bogdan Borusewicz assure pendant quelques heures l'intérim de la présidence de la République de Pologne le 8 juillet 2010, à la suite de la démission de Bronisław Komorowski, jusque-là président de la Diète et président par intérim à la suite du décès tragique du président polonais Lech Kaczyński, en conséquence de son élection à la présidence de la République.
Il transmet les pouvoirs présidentiels au nouveau président de la Diète, Grzegorz Schetyna, dès l'élection de celui-ci qui reprend l'intérim jusqu'à la prise de fonction effective du président élu, Bronisław Komorowski.

#### Vice-président du Sénat
Il postule à un quatrième mandat sénatorial lors des élections du 25 octobre 2015. Bien qu'il enregistre un recul de 25 400 voix favorables par rapport à 2011, il est facilement réélu avec 53 % des suffrages exprimés et 45 900 votes d'avance sur Andrzej Stepnowski, candidat de Droit et justice (PiS). Le scrutin voit cependant PiS obtenir la majorité absolue à la chambre haute. À l'ouverture de la législature, le 12 novembre, Bogdan Borusewicz cède donc la présidence à Stanisław Karczewski et devient alors vice-président du Sénat.
Il est de nouveau réélu sénateur lors des élections de 2019, puis reconduit comme vice-président du Sénat.

### Vie privée
Son épouse, Alina Pienkowska (pl), infirmière de formation, également militante de l'opposition puis sénatrice de 1991 à 1993, est décédée en 2002.

## Distinctions
Il est titulaire des plus hautes décorations polonaises : Ordre de l'Aigle blanc, Virtuti Militari, Polonia Restituta, etc.
Parmi les distinctions étrangères décernées à Bogdan Borisewicz on peut relever la croix de commandeur de la Légion d'honneur qu'il a reçue le 17 mars 2012 à Paris et celle de commandeur de l'ordre de Saint-Charles décernée par le prince Albert II de Monaco le 20 novembre 2012.
- Commandeur grand-croix de l'ordre royal de l'Étoile polaire